# Grime (音樂類型)
污垢音乐或煤尘音乐（英语：Grime music，有时又稱：车库饶舌）是從21世纪00年代初在東伦敦出現的一種音樂類型。它由早期的英國電子音樂風格發展起來，包括英国车库和叢林舞曲，同時也受到牙買加舞厅、拉格和嘻哈音乐的影響。這種風格特色是快節奏、切分音碎拍，音樂速度（BPM）大約每分钟在130—140拍左右，時常會伴隨著強烈或鋸齒狀的電子音效。饒舌是此風格的重要元素，歌詞常描述阴郁的都市生活。
這種風格最初透過地下電台（例如Rinse FM）和地下街頭開始傳播。西元2000年中幾位Grime前輩在英國打開知名度，如迪利·瑞斯可、Kano、Lethal Bizzle和Wiley。其他現今知名的歌手有 Ghetts、Jme、Skepta、Stormzy 和 Novelist。知名的Grime團體包括BoyBetterKnow、Newham Generals、Roll Deep和Ruff Sqwad。西元2010年中，Grime音樂類型開始在北美地區受到廣泛關注。

## 國內知名度
Grime音樂從2000年代中期在英國更受到歡迎，它從倫敦擴散到其他英國大城市。現在來自伯明罕、諾丁漢、曼徹斯特、里茲、謝菲爾德和布里斯托的許多Grime歌手透過客串獲得大量的曝光機會。近期Grime在英國有越來越多在大型活動上演奏的機會，如蘇格蘭搖滾音樂節、無線音樂節、海德公園、格拉斯頓伯里當代表演藝術節、雷丁及里茲。Grime歌手 迪利·瑞斯可於2008年都在這些地點表演過。

## 國際知名度

### 2005-2013
藉由2005年由679 Recordings唱片公司所推出的《Run the Road》全輯時，許多Grime歌手有曝光的機會也提升Grime音樂在國際上的名聲及知名度。
Lady Sovereign 是一位在海外發展成功的Grime歌手，她與Jay-Z的音樂製作公司Roc-A-Fella Records簽約，曾上過大衛深夜秀節目。
她的單曲《Love Me or Hate Me》登上MTV《Total Request Live》第一名也是首位英國籍艺人。雖然她早期音樂是透過地下電台的推播，她卻不認為自己是Grime音樂歌手。
迪利·瑞斯可直到2007年發行的第三張專輯《Maths + English》即使沒有在美國推出卻獲得了國際的贊同。此張專輯受到國際音樂評論家、雜誌、網站及部落格的高度肯定，包括Pitchfork Media、滾石雜誌和 Rock Sound使他再次被提名為一年一度的水星音樂獎。2010年迪利·瑞斯可成功蟬聯三次最佳單曲。

### 2014-至今
Grime音樂在北美地區越來越受到歡迎。Skepta與北美地區合作過的歌手藝人有德雷克、Ace Hood、Earl Sweatshirt、ASAP Mob和Flatbush Zombie，使他成為在美國和加拿大最知名的Grime歌手。這股風潮也傳到澳大利亞、日本和荷蘭。日本受到的風格影響最深，近期出現許多「日式Grime」日本與英國的Grime歌手互相合作。歌手Skepta於2016年推出專輯Konnichiwa，也在同年五月於東京的酒吧Boiler Room演出。2017年全英音樂獎上紅髮愛德首次與Grime歌手Stormzy合演出《Shape of You》兩天後(24日)此單曲線上發行。

## 爭議
Grime音樂同樣也遭受到世界上許多類似的反對聲浪，特別是來自政府的官員Kim Howells曾做出評論說：宣稱發現Grime音樂支持者有「強烈種族主義」但美國音樂評論家Jeff Chang在The Village Voice文章中提出了反駁的觀點，他說Dizzee Rascal的歌詞中經常提及暴力及性方面的字眼是在「捕捉、封裝、保存」每天與同伴在街上所見的生活。